# Madhavi (actrice)
Madhavi, née le 14 septembre 1962 à Hyderabad, est une actrice du cinéma indien. Elle est connue pour son travail dans les industries cinématographiques malayalam, tamoul, télougou, kannada et hindi.  En dix-sept ans de carrière, elle a joué dans environ 300 films et était l'une des principales actrices du cinéma sud-indien dans les années 1980. Elle a remporté trois Kerala State Film Awards et un Filmfare Award de la meilleure actrice en malayalam (1993).

## Récompenses
| Année | Prix                     | Catégorie                      | Film               | Résultat | Référence |
| ----- | ------------------------ | ------------------------------ | ------------------ | -------- | --------- |
| 1981  | Kerala State Film Awards | Deuxième meilleure actrice     | Valarthu Mrigangal | Lauréat  |           |
| 1982  | Kerala State Film Awards | Meilleure actrice              | Ormakkayi (en)     | Lauréat  | [ 1 ]     |
| 2000  | Kerala State Film Awards | Deuxième meilleure actrice     | Akashadoothu (en)  | Lauréat  |           |
| 1993  | Filmfare Awards South    | Meilleure actrice en malayalam | Akashadoothu (en)  | Lauréat  | [ 2 ]     |